# Letsile Tebogo
Letsile Tebogo (Kanye, 7 de junio de 2003) es un deportista botsuano que compite en atletismo, especialista en las carreras de velocidad.
Participó en los Juegos Olímpicos de París 2024, obteniendo dos medallas, oro en la prueba de 200 m y plata en el relevo 4 × 400 m. Ganó dos medallas en el Campeonato Mundial de Atletismo de 2023 y una medalla de oro en los Relevos Mundiales 2024.
Fue el abanderado de Botsuana en la ceremonia de apertura de los Juegos Olímpicos de París 2024 junto con la nadadora Maxine Egner.
En febrero de 2024 estableció una nueva plusmarca mundial de los 300 m (30,69 s). Ese mismo año fue nombrado «Atleta del año» por World Athletics.

## Palmarés internacional
| Juegos Olímpicos   | Juegos Olímpicos   | Juegos Olímpicos  | Juegos Olímpicos |
| Año                | Lugar              | Medalla           | Prueba           |
| ------------------ | ------------------ | ----------------- | ---------------- |
| 2024               | París (Francia)    | Medalla de oro    | 200 m            |
| 2024               | París (Francia)    | Medalla de plata  | 4 × 400 m        |
| Campeonato Mundial |                    |                   |                  |
| Año                | Lugar              | Medalla           | Prueba           |
| 2023               | Budapest (Hungría) | Medalla de plata  | 100 m            |
| 2023               | Budapest (Hungría) | Medalla de bronce | 200 m            |
| Relevos Mundiales  |                    |                   |                  |
| Año                | Lugar              | Medalla           | Prueba           |
| 2024               | Nasáu (Bahamas)    | Medalla de oro    | 4 × 400 m        |